# Saguiaran
Saguiaran is een gemeente in de Filipijnse provincie Lanao del Sur in het noorden van het eiland Mindanao. Bij de laatste census in 2007 had de gemeente ruim 23 duizend inwoners.

## Geografie

### Bestuurlijke indeling
Saguiaran is onderverdeeld in de volgende 30 barangays:
| - Alinun - Bagoaingud - Basak Maito - Batangan - Bubong - Cadayon - Cadingilan - Comonal - Dilausan - Dilimbayan | - Gadongan - Limogao - Linao - Lumbac Toros - Lumbayanague - Maliwanag - Mapantao - Mipaga - Natangcopan - Pagalamatan | - Pamacotan - Panggao - Pantao Raya - Pantaon - Patpangkat - Pawak - Pindolonan - Poblacion - Salocad - Sungcod |

## Demografie
Saguiaran had bij de census van 2007 een inwoneraantal van 23.274 mensen. Dit zijn 638 mensen (2,8%) meer dan bij de vorige census van 2000. De gemiddelde jaarlijkse groei komt daarmee uit op 0,38%, hetgeen lager is dan het landelijk jaarlijks gemiddelde over deze periode (2,04%). Vergeleken met de census van 1995 is het aantal mensen met 4.571 (24,4%) toegenomen.

De bevolkingsdichtheid van Saguiaran was ten tijde van de laatste census, met 23.274 inwoners op 51,35 km², 453,2 mensen per km².